# Смешанная парная сборная Швейцарии по кёрлингу на колясках
Смешанная парная сборная Швейцарии по кёрлингу на колясках — смешанная национальная сборная команда (составленная из одного мужчины и одной женщины), представляет Швейцарию на международных соревнованиях по кёрлингу на колясках. Управляющей организацией выступает Ассоциация кёрлинга Швейцарии (англ. Swiss Curling Association)

## Результаты выступлений

### Чемпионаты мира
| Год  | Место | Игры | Победы | Поражения | Состав (женщина, мужчина, тренер)                                                    |
| ---- | ----- | ---- | ------ | --------- | ------------------------------------------------------------------------------------ |
| 2022 | 11    | 8    | 3      | 5         | Beatrix Bluel-Thomann, Marcel Bodenmann, тренеры: Штефан Пфистер, Lukas Haggenmacher |
| 2023 | 16    | 9    | 4      | 5         | Beatrix Blauel, Marcel Bodenmann, тренеры: Lukas Haggenmacher, Штефан Пфистер        |
| 2024 | 15    | 6    | 2      | 4         | Melanie Villars, Pierre-Alain Tercier, тренер: Stefan Meienberg                      |
| 2025 | 14    | 6    | 2      | 4         | Фанни Жакеро, Eric Décorvet, тренеры: Stefan Meienberg, Катя Швейцер                 |

(данные отсюда:)